# ميشاتش ويد
ميشاتش ويد (بالإنجليزية: Meshach Wade)‏ (مواليد 23 يناير 1973 في جزر برمودا) لاعب كرة قدم برمودي دولي يجيد اللعب في خط الوسط . يلعب حاليا لصالح نادي داندي تاون هورنيتز البرمودي من سنة 2008 .

## روابط خارجية
- ميشاتش ويد على موقع الاتحاد الدولي (مؤرشف)  (الإنجليزية)
- ميشاتش ويد على موقع قاعدة بيانات كرة القدم.إي يو (الإنجليزية)
- ميشاتش ويد على موقع ناشيونال فوتبول تيمز (الإنجليزية)